# زوراتس کارر
زوراتس کارِر به (زبان ارمنی Զորաց Քարեր یا به نام کاراهونج «به معنی سنگ‌های قادر» به زبان ارمنی Քարահուջ به لاتین Karahunj هم می‌نامند)

## تاریخ
«کاراهونج» یکی از مجموعه بناهای یادبود پیشاتاریخ از دنیای باستان – در حوالی شهر سیسیان، استان سیونیک واقع است. ردیف‌های سنگ‌های مونولیتی عظیم سرخ رنگ واقع در زمینی مسطح که از جنوب به شمال امتداد می‌یابند از دور قابل مشاهده است. فضای داخلی احاطه شده با ردیف‌های سنگی فوق دقیقاً یک دایره را شکل می‌دهد.
این امر به اثبات رسیده‌است که مجموعه «زوراتس کارر» در هزاره ششم (پیش از میلاد) بنا شده و بعنوان رصدخانه اخترشناسی مورد استفاده قرار گرفته‌است. در بسیاری از این بناها شکاف‌هایی ایجاد شده‌است که دقیقاً با ترتیب قرارگیری ستارگان آسمان در آن دوران مطابقت دارد. دانشمندان بناهای مشابهی را نیز در اروپا کشف کرده‌اند. مهمترین آنها استون‌هنج می‌باشد.

## نگارخانه

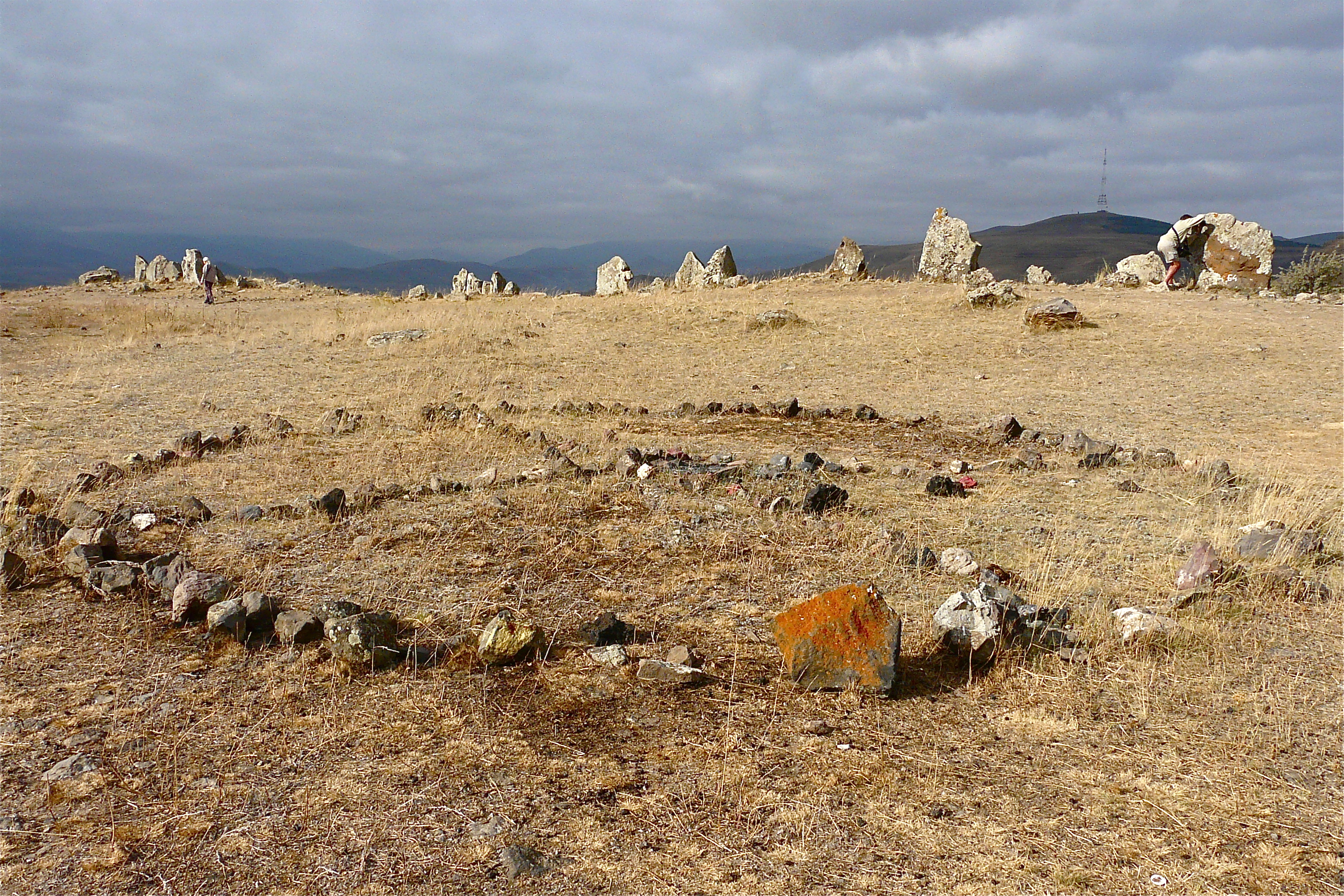
قسمت داخلی
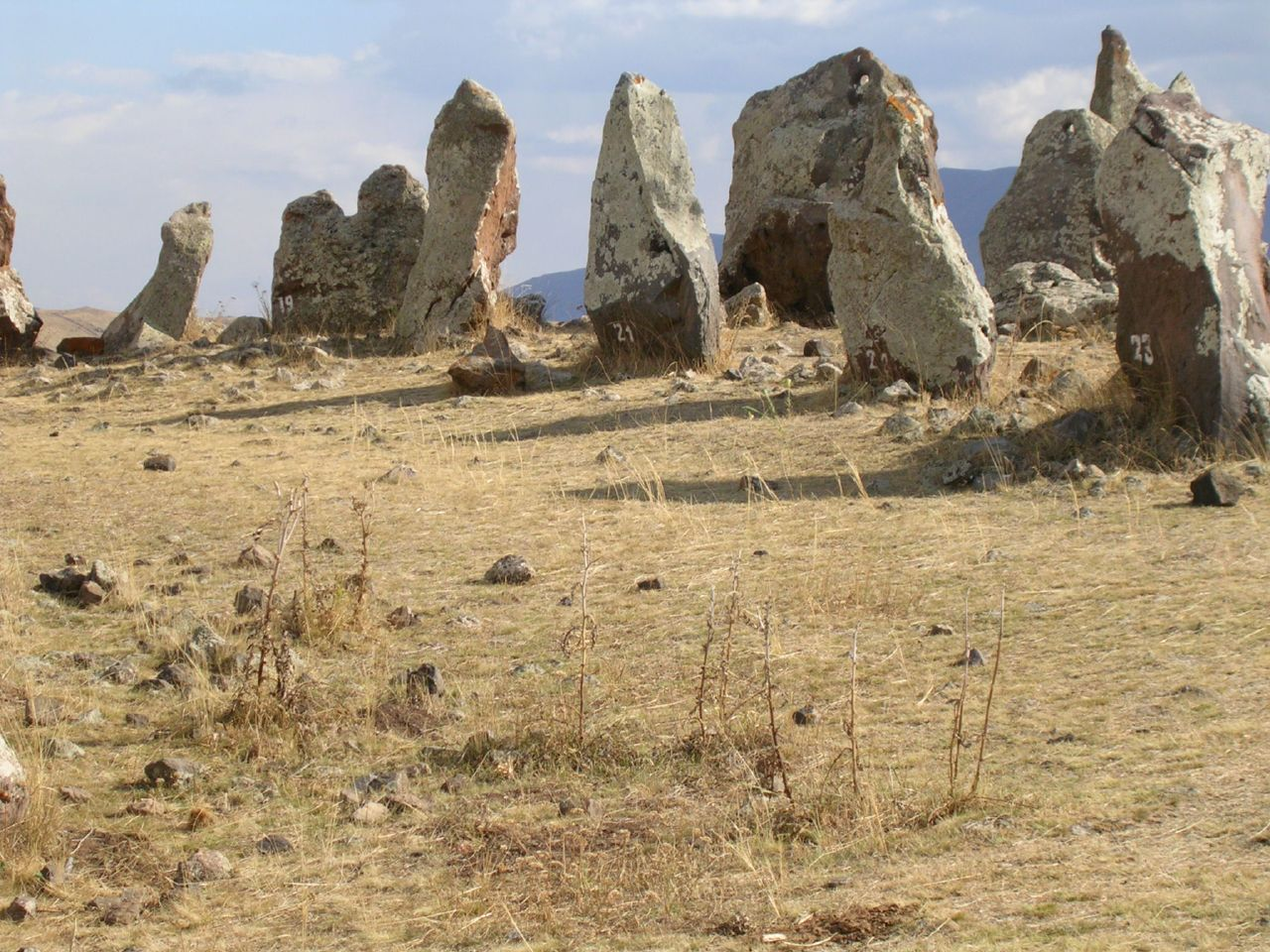
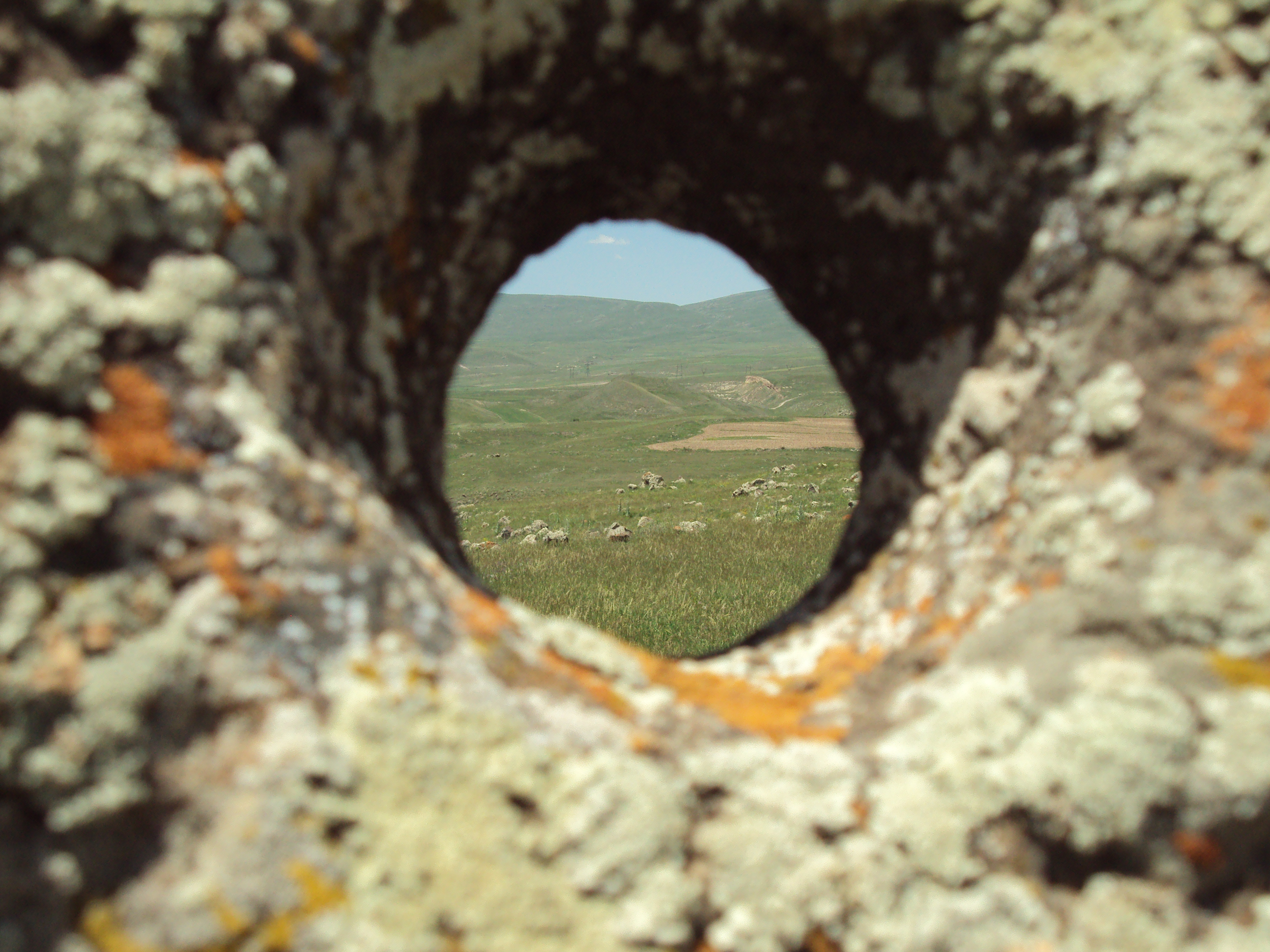
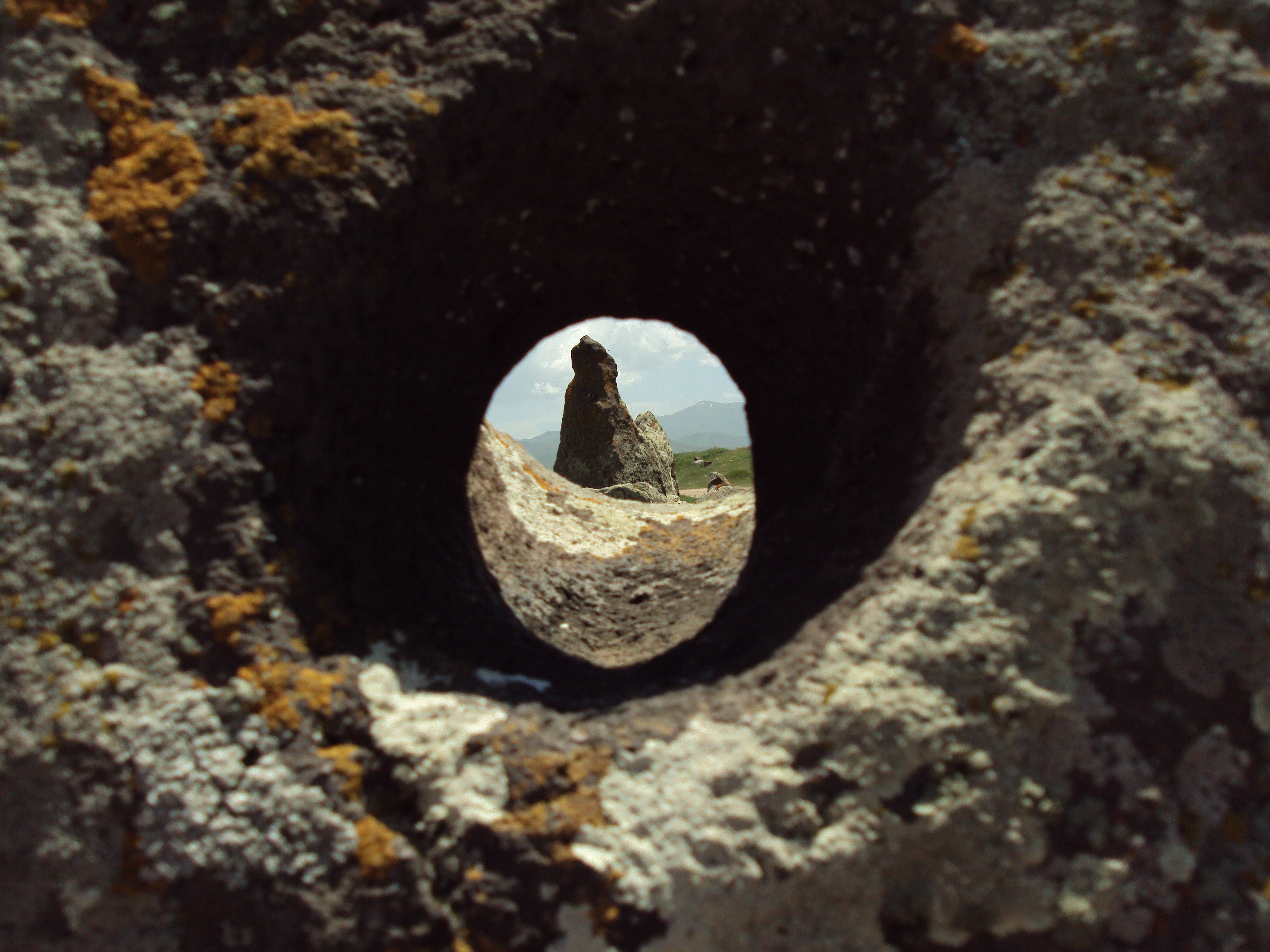
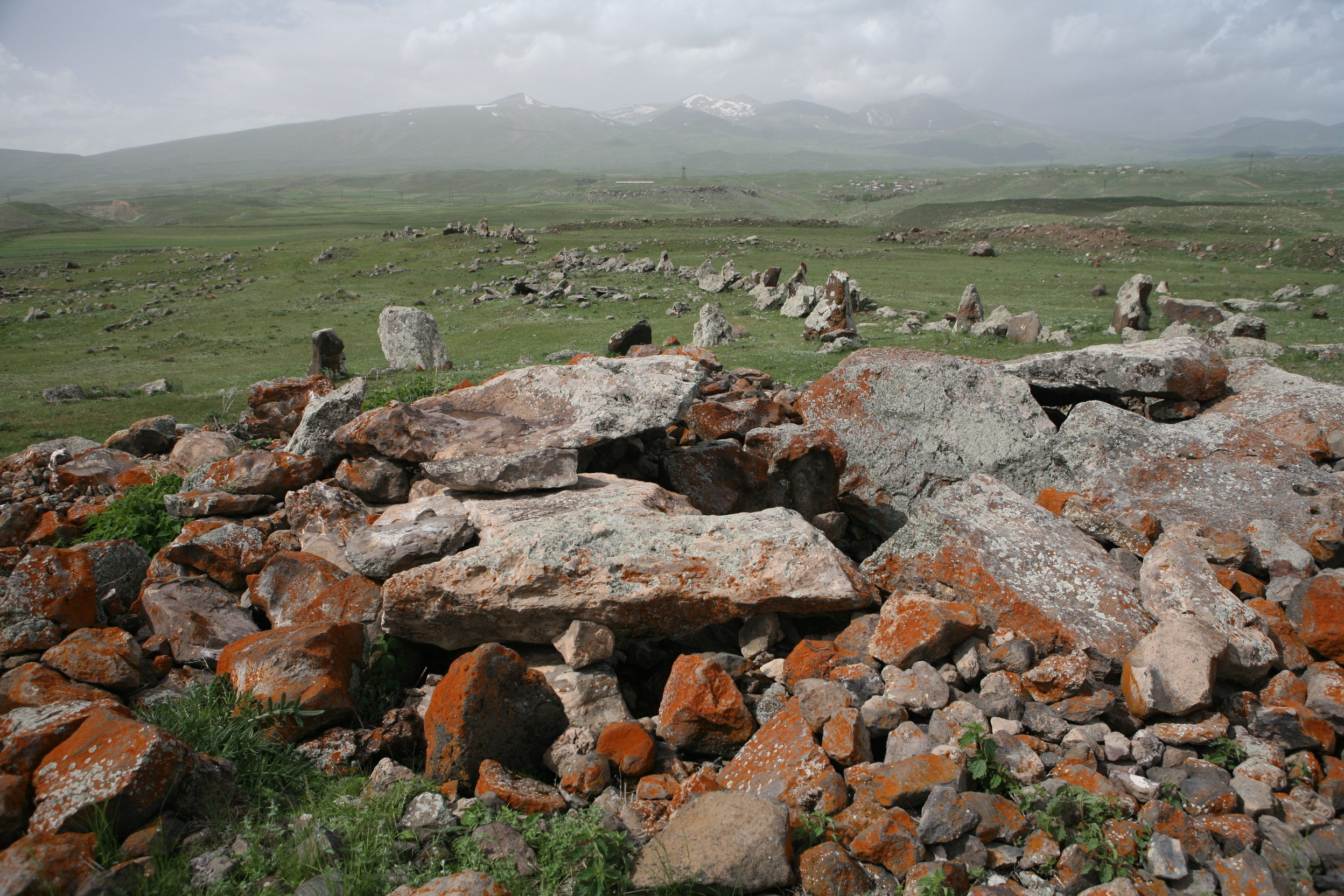
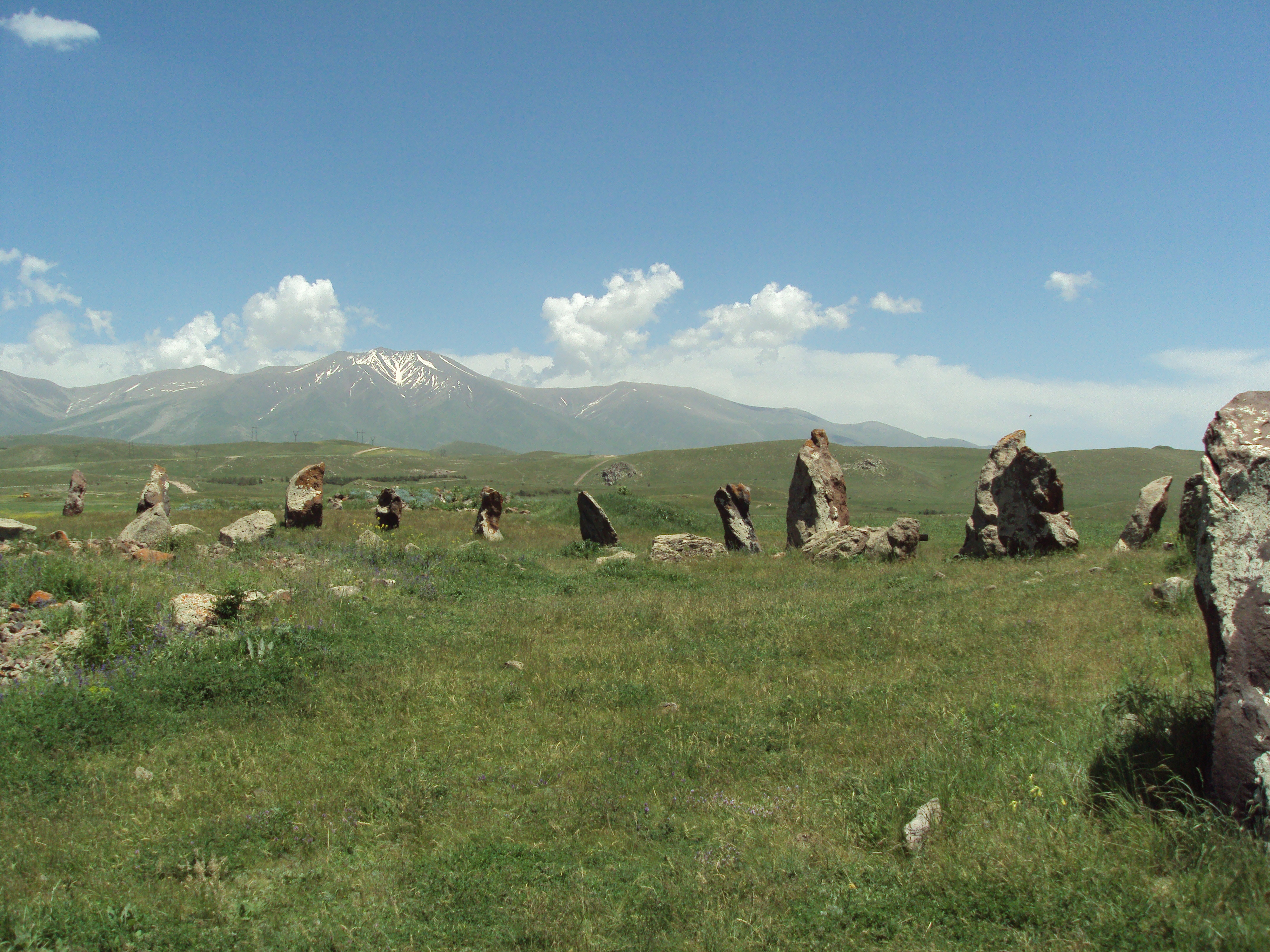
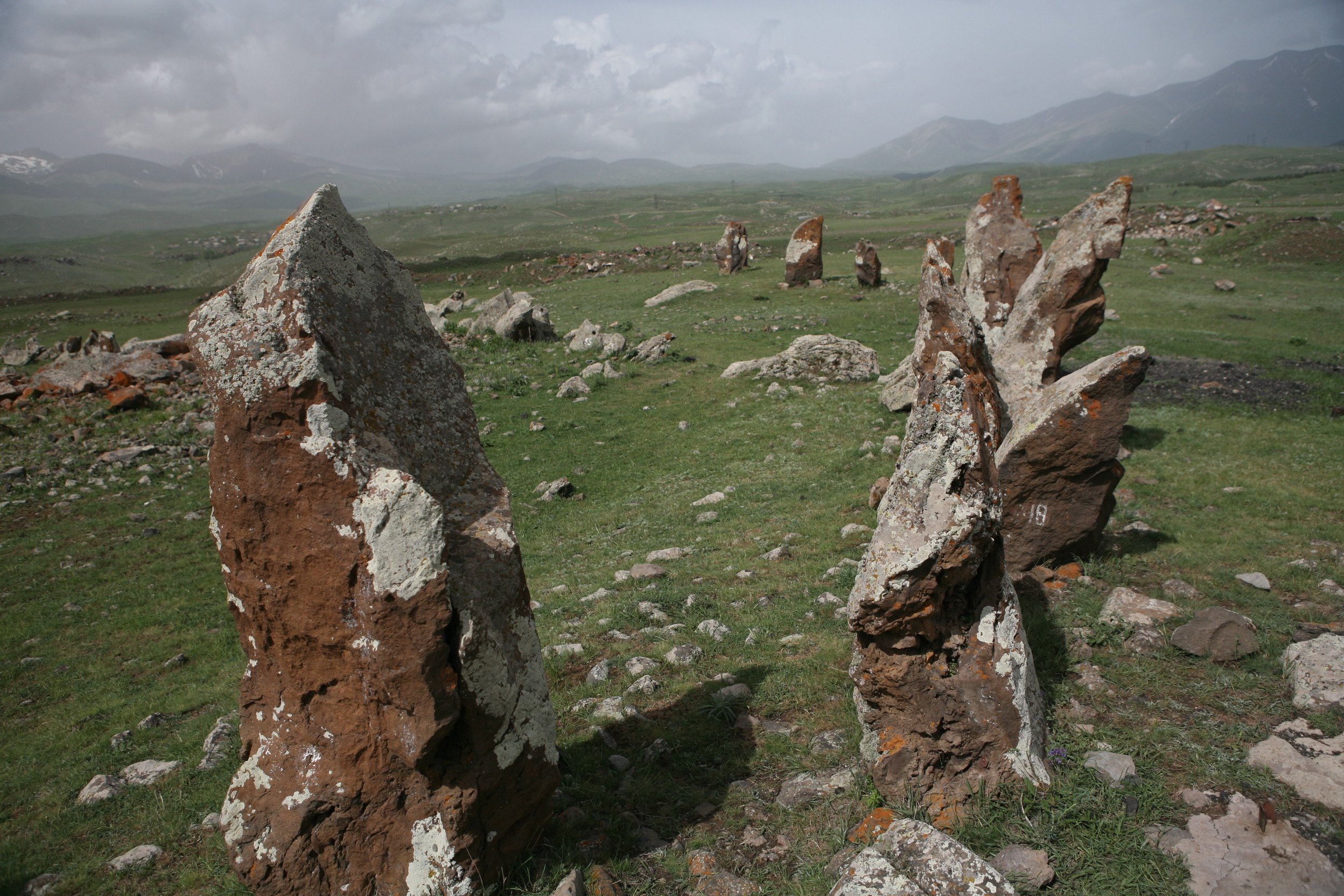